# Colt Bankers'Special
Le revolver Colt Bankers'Special est un dérivé compact  du  Colt Police Positive destiné à armer les caissiers des banques. Il était disponibles dans deux calibres (moins puissants que ceux du Colt Detective Special ). Le Colt Banker's équipa l'United States Postal Service. Comme son modèle il tirait en double action et était muni d'un canon court et d'organes de visée fixes.

## Données numériques
- Munition : .22 LR ou .38 Colt New Police
- Canon : 5 cm
- Longueur : 16,5 cm
- Masse à vide
  - en .22 : 644 g
  - en .38 : 532 g
- Barillet : 6 coups

## Sources
- Yves Louis CADIOU, Les Colt (2): revolvers à cartouches métalliques, Éditions du Portail, 1993
- Raymond CARANTA, L'Aristocratie du Pistolet, Crépin-Leblond, 1997